# Zgromadzenie Narodowe (Mali)
Zgromadzenie Narodowe – jednoizbowy parlament Mali, złożony ze 147 członków wybieranych na czteroletnią kadencję. W wyborach stosuje się ordynację większościową, z możliwością przeprowadzenia drugiej tury głosowania. Kraj podzielony jest na 125 okręgów wyborczych, z których większość ma charakter jednomandatowy. Tylko w okręgach liczących więcej niż 100 tysięcy wyborców wyłania się więcej niż jednego deputowanego.
Czynne prawo wyborcze przysługuje zarówno obywatelom Mali, jak i innych państw afrykańskich (cudzoziemcy z innych kontynentów nie mogą głosować), przy czym ci ostatni muszą posiadać w Mali miejsce stałego zamieszkania oraz uzyskać wpis do rejestru wyborców. Głosujący musi mieć ukończone 18 lat i posiadać pełnię praw publicznych. Dyskwalifikacji podlegają osoby mające za sobą wyrok skazujący na karę pozbawienia wolności dłuższą niż trzy miesiące. W przypadku niektórych przestępstw, dyskwalifikacja jest absolutna i niezależna od zasądzonej kary. Prawa do głosowania nie mają także osoby będące w trakcie procedury bankructwa.  
Aby kandydować, należy mieć ukończone 21 lat, posiadać malijskie obywatelstwo od co najmniej 10 lat i przez ostatni rok przed wyborami zamieszkiwać na stałe na terytorium Mali. Kandydować nie mogą żołnierze i policjanci. 
Pierwszą kobietą będącą członkinią izby była Aoua Kéita, wybrana w wyborach parlamentarnych w Sudanie Francuskim w 1959 roku. 